# Spyker D12 SSUV Peking to Paris

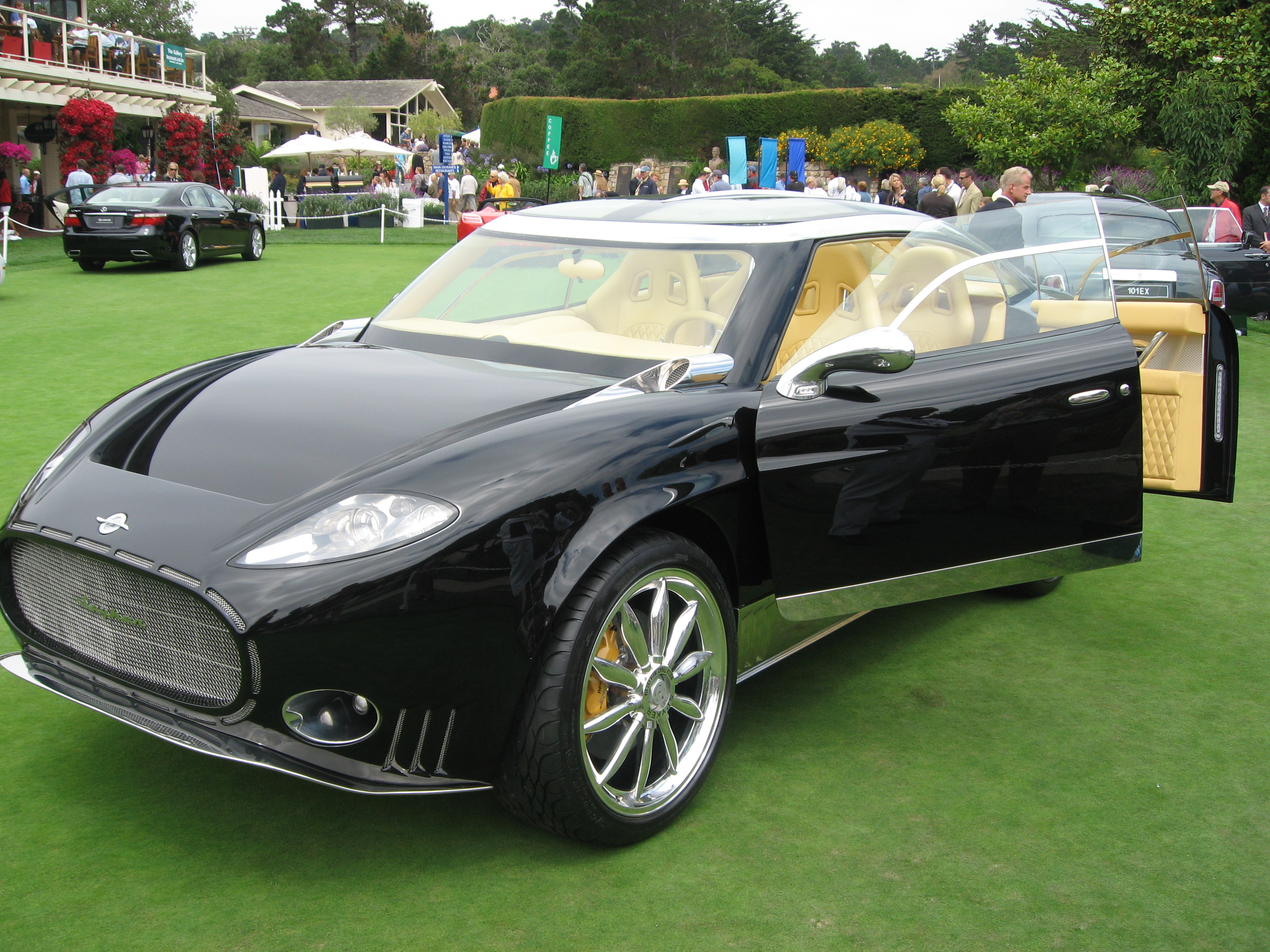

Op de autosalon van Genève in 2006 presenteerde de Nederlandse autofabrikant Spyker Cars een tussenvorm tussen een SUV en een sportwagen met 'suicide doors': de Spyker D12 SSUV Peking to Paris.

## Naam
De naam is één en al verwijzing naar de geschiedenis van het merk. Hij laat zich als volgt ontleden: de D omdat de eerste auto met vierwielaandrijving een Spyker D-serie was. De 12 staat voor de 12 cilinders die de W12-motor afkomstig van Volkswagen heeft. De S-SUV staat voor Super-SUV omdat het de "koning van de SUV's" moest worden. Peking to Paris staat voor de Peking naar Parijs-rally in 1907 waarin een Spyker D-serie als tweede eindigde.

## Spyker D8 SSUV Peking to Paris
Twee jaar later, op de autosalon van Geneve in 2008, kwam Spyker met een ander model: Spyker D8 SSUV Peking to Paris. Deze auto is bijna hetzelfde als de D12, maar met een 8 cilinder motor, omdat Volkswagen schijnt te stoppen met het produceren van de W12-motor. De beoogde nieuwe motor is van Amerikaanse makelij.

## Prestaties en afmetingen
|              | D12 SSUV        | D8 SSUV         |
| ------------ | --------------- | --------------- |
| Vermogen     | 550 PK & 750 NM | 510 PK & 610 NM |
| Topsnelheid* | 295KM/U         | 270KM/U         |
| 0-100KM/U    | 5 sec.          | 5,5 sec.        |
| Cilinders    | 12              | 8               |
| Lengte       | 500cm           | 500cm           |
| Breedte      | 200cm           | 200cm           |
| Hoogte       | 180cm           | 180cm           |
| Wielbasis    | 285,5cm         | 285,5cm         |

Prestatiecijfers zijn fictief, omdat het prototype nog slechts een statisch zichtmodel was.